# Krásenské rašeliniště
Krásenské rašeliniště este o arie protejată (arie specială de conservare — SAC, sit de importanță comunitară — SCI) din Republica Cehă întinsă pe o suprafață de 151,74 ha, integral pe uscat.

## Localizare
Centrul sitului Krásenské rašeliniště este situat la coordonatele 50°06′28″N 12°45′23″E / 50.107778°N 12.756389°E.

## Înființare
Situl Krásenské rašeliniště a fost declarat sit de importanță comunitară în aprilie 2005 pentru a proteja un număr necunoscut de specii din flora spontană și fauna sălbatică aflate în arealul zonei. Situl a fost protejat și ca arie specială de conservare în iulie 2012.

## Biodiversitate
Situată în ecoregiunea continentală, aria protejată conține 5 habitate naturale: Mlaștini turboase de tranziție și turbării mișcătoare, Păduri acidofile de Picea de la nivel montan la nivel alpin (Vaccinio-Piceetea), Mlaștini oligotrofe degradate, capabile încă de regenerare naturală, Turbării active, Mlaștini împădurite.
La baza desemnării sitului se află un număr nedeclarat de specii protejate.